# Implant dentar zigomatic
Implanturile dentare zigomatice sunt implanturi lungi ce se inserează la maxilar, străbatând sinusurile și ancorându-se direct în osul zigomatic (osul pometelui).
Implanturile dentare zigomatice sunt de 3-4 ori mai lungi decât implanturile dentare convenționale având o înălțime cuprinsă între 35-55 mm. Lungimea implanturilor utilizate depinde de distanța dintre creasta alveolară și osul pometelui.
Implanturile dentare zigomatice pot fi utilizate pentru:
- Pacienții care nu mai au niciun dinte (edentație totală) sau care mai au doar dinți care nu se mai pot salva
- Pacienții care prezintă atrofie osoasă severă la maxilar, care nu permite inserarea unor implanturi dentare convenționale
- Obținerea unei proteze dentare fixe pentru pacienții la care a fost necesară îndepărtarea unor tumori la oasele maxilarului
- Pacienții care au sinusuri maxilare coborâte, de dimensiuni mari, pentru a se evita astfel operația de sinus lift

## Tipuri de situații în care sunt utilizate implanturile zigomatice
Tipul I: 2 implanturi zigomatice + implanturi dentare conveționale
Pentru pacienții care prezintă atrofie osoasă verticală severă în zona posterioară a maxilarului și atrofie osoasă verticală moderată în partea anterioară a maxilarului se utilizează implanturi dentare tradiționale pentru maxilarul anterior și câte un implant zigomatic pe fiecare parte a maxilarului posterior. Astfel, lucrarea dentară protetică va acoperi inclusiv zona molarilor, având sprijin uniform pe ambele părți ale osului maxilar.
Tipul al II-lea: 4 implanturi zigomatice – Quad Zygoma
Pentru pacienții care prezintă atrofie osoasă verticală severă atât în zona posterioară a maxilarului cât și în regiunea anterioară  a maxilarului, se utilizează 4 implanturi dentare zigomatice, două în partea anterioară a maxilarului și alte două în partea posterioară a maxilarului.
Ce alternative există la implanturile zigomatice
Implanturile dentare subperiostale reprezintă o alternativă la implanturile dentare zigomatice, deoarece intervenția este mai puțin invaziv decât o operația de restaurare dentară cu implanturi zigomatice.

Acest articol conține material preluat din pagina web Implanturi dentare zigomatice: indicatii, riscuri, disponibil sub licența Atribuire 4.0 Internațional (CC BY 4.0)